# Zátor (Polsko)
Zátor (polsky Zator, německy Sator, Neu(en)stadt) je město v Polsku v Malopolském vojvodství v okrese Osvětim, ležící před ústím řeky Skawy do Visly. Z hlediska kulturně-geografického se řadí k Malopolsku, resp. Západní Haliči. V roce 2024 zde žilo 3 601 obyvatel.

## Historie

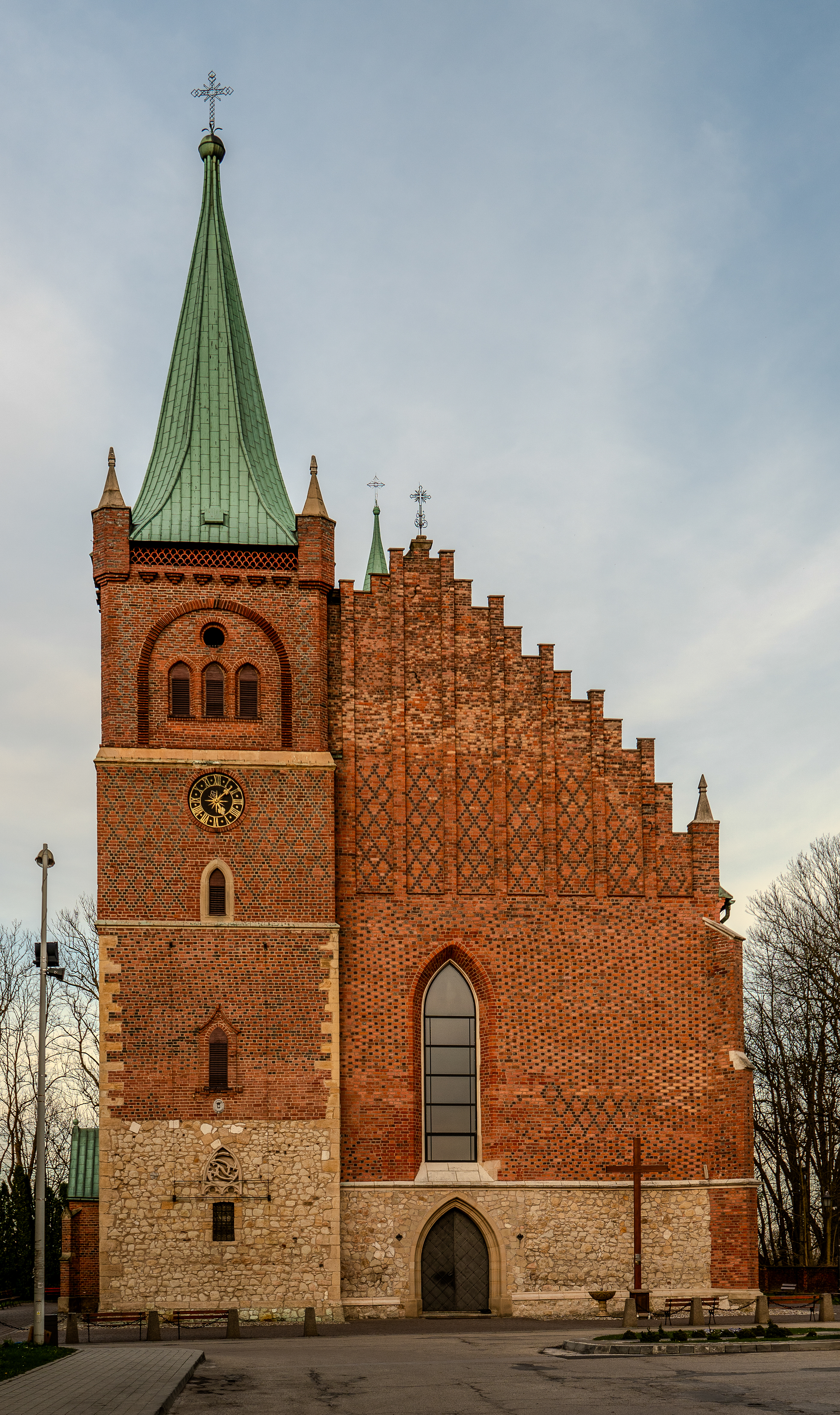
Kostel svatého Vojtěcha i svatého Jiří

První písemné zmínky o Zátori (Zator) pocházejí z roku 1240. V té době byl Zátor hradištěm. V době vzniku osady probíhal v Polsku proces feudálního rozdrobení. Pravděpodobně už vrchní polský kníže Kazimír II. Spravedlivý (seniorátní kníže) daroval tuto území svému bratranci a vazalovi Měškovi, knížeti ratibořskému. Feudální rozdrobení Polska nabíralo tempo, takže v roce 1280/1282 došlo k rozpadu opolského knížectví a město Zátor se stalo roku 1290 součástí nově vzniklého Těšínského knížectví. V roce 1292 Těšínský kníže Měšek I. Těšínský nadal Zátor městskými právy.
V roce 1315 došlo k dalšímu dělení a vzniklo Osvětimské knížectví. V roce 1327 se kníže Jan I. stal vazalem českého krále Jana Lucemburského a Osvětimsko ze Zátorem lénem Českého království. Z roku 1400 pocházejí zmínky o Newenstat.
Zátorské knížectví vzniklo roku 1445 při dělení Osvětimského knížectví. Nicméně, již roku 1456 piastovský kníže Václav I. Zátorský složil lenní slib polskému králi Kazimírovi IV. a roku 1495 bezdětný kníže Jan V. prodal celé knížectví Polsku, s tím, že doživotně zůstane knížetem. Po jeho smrti roku 1513 se knížectví stalo autonomní součástí Polska a roku 1564 byla autonomie zrušena.
V roce 1772, během 1. dělení Polska, Zátor zabrala Habsburská říše. Po první sv. válce se Zátor stal opět součástí obnoveného Polska. Po německé invazi do Polska v 1939 roce bylo město okupanty připojeno bezprostředně k Říši. Po porážce Německa (Zátor byla osvobozena sovětskými vojsky) se tu obnovila polská správa.

## Turistické atrakce
K turistickým atrakcím města patří zábavní park Energylandia, lunapark Zatorland, zámek Potockých (původně knížecí hrad) a gotický kostel sv. Vojtěcha a sv. Jiří.

## Partnerská města
- Berekfürdő, Maďarsko
- Bojnice, Slovensko
- Brig, Švýcarsko
- Terchová, Slovensko

## Významní rodáci
- Roman Rybarski (1887–1942), ekonom a politik